# Annemarie Hansen
Annemarie Hansen (* 1898 in Flensburg; † 1982 in Sønderho/Fanø) war eine deutsche Malerin.

## Leben
Annemarie Hansen war die Tochter des Schiffsreeders und niederländischen Konsuls Adolf Hansen, der später die Reederei A. Hansen gründete.
Von 1917 bis 1918 besuchte sie, gemeinsam mit ihrer Freundin Anna Hochreuter (1898–1928), die Kunstgewerbliche Fachschule in Flensburg unter Anton Huber (1873–1939) und Heinz Weddig (1870–1946). In dieser Zeit begann auch ihre lebenslange Freundschaft zu Elsa Nöbbe (1892–1968).
Anschließend studierte sie für drei Jahre an der Zeichenschule und Damenakademie bei dem Maler und Grafiker Adolf Schinnerer in München, weiterer Unterricht schloss sich in Stuttgart bei Ida Kerkovius an.
Seit 1923 war sie mit 18 Aquarellen und Kohlezeichnungen auf den Ausstellungen Das malerische Flensburg des Städtischen Museums Flensburg, 1928 auf der Jubiläumsausstellung des Flensburger Kunstgewerbemuseums im Heinrich-Sauermann-Haus, 1930 auf der 2. Wanderausstellung Kunst für Schule und Volk, dort mit Blumenbildern und Stillleben und Aquarellen sowie auf den Jahresausstellungen von 1930 bis 1938 im Schloss Charlottenborg vertreten.
Hervorzuheben ist ihre Beteiligung an der bis 1933 erschienen, von Johann Ohrtmann (1898–1978) redigierten Halbmonatszeitschrift Deutsche Zukunft, ein Organ der Deutschen Friedensgesellschaft, für die sie Linolschnitte bedeutender Persönlichkeiten der Friedensbewegung anfertigte. Die Ehefrau von Johann Ohrtmann, Marga, geb. Reumann, hatte um 1917/1919 ebenfalls an der Kunstgewerblichen Fachschule in Flensburg studiert und war seit dieser Zeit mit Annemarie Hansen befreundet.
Angesichts eines ungesicherten Künstlerdaseins entschied sie sich für eine Ausbildung als Röntgenfotografin und Laborassistentin. Nachdem sie in diesen Berufen in verschiedenen Städten tätig gewesen war, wurde sie 1939 als Röntgenfotografin in das Lazarett in Westerland verpflichtet; sie blieb bis zu ihrer Pensionierung, im Jahr 1961, 22 Jahre auf Sylt. 1961 siedelte sie nach Fanø in Dänemark über, wo sie seit 1956 ein Haus besaß.
Nach ihrer Pensionierung widmete sie sich wieder verstärkt der Kunst. Sie schuf Porträts, Landschaften und Stillleben in Öl, als Aquarell und als Linolschnitt.

## Werke (Auswahl)
- 8 Aquarelle in der Kunsthalle zu Kiel.
- Linolschnitte im Städtischen Museum in Flensburg.
- Kunstmuseum in Fanø.[1]